# 小柳司気太
小柳 司気太（おやなぎ しげた、1870年12月24日（明治3年11月3日）- 1940年（昭和15年）7月18日）は、日本の中国文学者、道教の研究者。新潟県出身。東京帝国大学選科修了。旧姓は熊倉。

## 略歴
越後国中蒲原郡小吉村（現・新潟県新潟市西蒲区）で、熊倉玄周の子として生まれる。父の死後、母方の叔父・小柳卯三郎の養子となる。1885年、粟生津村の私塾長善館に入門。1888年に上京。東京英語学校に入学するが、病気により一時退学、帰郷。1894年、東京帝国大学漢学科選科修了。藤田精一らと東亜学院を設立し、月刊誌『東亜説林』を刊行する。その後、広島尋常中学校教諭、真言京都中学校教諭を務める。1898年、旧制山口高等学校教授。1904年、学習院教授。1921年に「朱子哲学ノ研究」により文学博士を授与される。1922年に國學院大學教授、慶應義塾大学教授。1926年に大東文化学院教授となり、1940年、大東文化学院学長となるが、逝去。墓所は多磨霊園。

## 栄典
- 1910年（明治43年）12月26日 - 勲六等瑞宝章[9]

## 主要編著書
- 『宋学概論』（哲学書院、1894年）
- 『東洋史綱要』哲学館 1898
- 『普通道徳新論』林平次郎ほか 1902
- 『定本韓非子詳解』明治出版社 漢文註釈全書 1920
- 『道教概説』世界文庫刊行会 1923
- 『老荘哲学』甲子社書房 1928
- 『老子新釈』弘道館 昭和漢文叢書 1929
- 『新修漢和大字典』博文館 1932
- 『東洋思想の研究』正続　関書院 1934-38
- 『満洲観感記』東亜民族文化協会パンフレツト 1934
- 『老子講話』章華社 1934
- 『道教の一斑』東方書院 日本宗教講座 1935
- 『老荘の思想と道教』関書院 1935

### 共編著
- 『逍遥遺稿』宮本正貫との共編（非売品、1895年）
- 『詳解漢和大字典』服部宇之吉共著 冨山房　1916
- 『十八史略鈔』編 修文館 1932
- 『白雲観志』編 東方文化学院東京研究所 1934 国書刊行会 1986
- 『孟子鈔』編 東京修文館 1938

### 翻訳
- 『道教聖典』飯島忠夫共訳 世界文庫刊行會 1923 心交社 1987

## 関連書籍
- 村山吉廣『漢学者はいかに生きたか』大修館書店、1999年。ISBN 9784469231588。
- 村山吉廣 監修『近世之醇儒小柳司氣太』小柳司氣太博士顕彰記念誌編纂委員会編 新潟県西蒲原郡中之口村 1999